# Deutzia magnifica
Espèce
Deutzia magnifica est une plante ornementale du genre Deutzia.

## Synonyme
- Deutzia crenata var. magnifica Lemoine